# USC Mainz

Logo

Der USC Mainz (Universitäts-Sportclub Mainz) ist ein deutscher Sportverein mit Sitz in Mainz. Er galt lange Zeit als einer der leistungsfähigsten deutschen Leichtathletiksportclubs, dessen Sportler höchste internationale Titel und Weltrekorde erzielten.

## Geschichte
Er wurde am 9. September 1959 von Berno Wischmann vorrangig für die Studenten der Johannes Gutenberg-Universität Mainz gegründet.
Rund 50 Athletinnen und Athleten des USC profilierten sich bislang bei Olympischen Spielen, Welt- und Europameisterschaften. Besonders erfolgreich waren jahrzehntelang die Zehnkämpfer. Sie dominierten zeitweise und gewannen bei den Europameisterschaften 1966 in Budapest mit Werner von Moltke, Jörg Mattheis und Horst Beyer alle Medaillen. Allein neun Athleten der der ewigen Vereinsbestenliste erreichten mehr als 8000 Punkte, an der Spitze Siegfried Wentz (8762 Punkte im Jahr 1983) und Guido Kratschmer (1980 Weltrekord mit 8667 Punkten).
Erfolgreichste Athletin des Vereins mit zwei Olympiasiegen ist jedoch die Mehrkämpferin, Sprinterin und Weitspringerin Ingrid Mickler-Becker (Olympiasiegerin 1968 im Fünfkampf und Olympiasiegerin 1972 in der 4-mal-100-Meter-Staffel sowie Europameisterin 1971 im Weitsprung). 
Erfolgreichste Athletinnen der jüngeren Vergangenheit sind die Stabhochspringerin Carolin Hingst (Achte der Olympischen Spiele 2008 in Peking) und die Sprinterin Marion Wagner (Weltmeisterin 2001 in der 4-mal-100-Meter-Staffel). Mit ihr und Diskuswerfer Lars Riedel (1991 und 1993) gewannen USC-Athleten bisher drei Weltmeistertitel. Hinzu kommen fünf Europameistertitel, insgesamt 65 internationale Medaillen und 260 Siege bei Deutschen Meisterschaften.
Die Basketballer des USC Mainz spielten von der Spielzeit 1968/69 bis zur Spielzeit 1974/75 in der Basketball-Bundesliga (BBL) des Deutschen Basketball Bundes (DBB). Als Finalist um den Gewinn des DBB-Pokals im Jahr 1971 spielte der USC Mainz im FIBA-Europapokal der Pokalsieger 1971/72 gegen den italienischen Pokalsieger AP Fides Partenope Napoli (Italien).

## Bekannte Athletinnen
In chronologischer Reihenfolge (Geburtstag), sonst alphabetisch nach Familienname.
- Sprint: Ingrid Mickler-Becker (1942), Annegret Kroniger (1952), Monika Hirsch (1959), Florence Ekpo-Umoh (1977), Marion Wagner (1978), Christine Elsner
- Mittel- und Langstrecken: Ellen Wessinghage (1948–2023), Jan Merrill (1956)
- Hochsprung: Ellen Mundinger (1955), Birgit Dressel (1960–1987), Alina Astafei (1969), Karin Geese, Helga Letzelter, Anja Wolf
- Stabhochsprung: Carolin Hingst (1980), Anna Battke (1985), Christina Michel
- Weitsprung: Ute Hedicke (1952), Monika Hirsch (1959), Ulrike Holzner (1969), Mona Steigauf (1970), Sofia Schulte (1976), Alexandra Wester (1994)
- Hammerwurf: Inga Beyer
- Speerwurf: Ameli Koloska (1944)
- Siebenkampf: Birgit Dressel (1960–1987), Ulrike Holzner (1969), Mona Steigauf (1970), Christiane Scharf (1970), Ghada Shouaa (1972)

## Bekannte Athleten
In chronologischer Reihenfolge (Geburtstag), sonst alphabetisch nach Familienname.
- Sprint: Gert Metz (1942–2021), Ingo Röper (1945), Gerhard Wucherer (1948), Andreas Koch, Manfred Letzelter
- Mittel- und Langstrecken: Dieter Bogatzki (1942–2000), Lothar Hirsch (1943), Michael Karst (1952), Thomas Wessinghage (1952), Klaus-Peter Hildenbrand (1952), Thorsten Naumann (1971)
- 110 m Hürden: Klaus Willimczik (1940), Manfred Schumann (1951), Guido Kratschmer (1953), Siegfried Wentz (1960)
- 400 m Hürden: Michael Kaul (1967)
- Hochsprung: Thomas Zacharias (1947), Walter Boller (1951), Dietmar Mögenburg (1961), Christian Schenk (1965), Jim Barrineau, Uwe Martin
- Stabhochsprung: Bernd Heller (1947), Heinfried Engel (1947), Andrei Tivontschik (1970), Ralf Bender, Gerald Heinrich, Robert Pullard
- Weitsprung: Manfred Steinbach (1933), Joakim Assenmacher, Axel Schaper
- Dreisprung: Michael Sauer (1941), Günter Krivec (1942), Joachim Kugler (1947), Harald Strutz (1950)
- Diskuswurf: Lars Riedel (1967), Alwin Wagner (1950), Hein-Direck Neu (1944–2017), Andreas Seelig
- Hammerwurf: Uwe Beyer (1945–1993), Edwin Klein (1948), Klaus Ploghaus (1956–2022), René Fox, Jens Rautenkranz
- Speerwurf: Hermann Salomon (1938–2020), Peter Blank (1962), Julian Weber (1994), Andreas Linden
- Zehnkampf: Werner von Moltke (1936–2019), Horst Beyer (1940–2017), Hans-Joachim Walde (1942–2013), Jörg Mattheis (1944), Eberhard Stroot (1951), Guido Kratschmer (1953), Siegfried Wentz (1960), Christian Schenk (1965), Niklas Kaul (1998), Thomas Rizzi, Holger Schmidt, Jens Schulze
- Basketball: Dietrich Keller (1943)